# Hiếu Uyên Cảnh Hoàng hậu
Hiếu Uyên Cảnh Hoàng hậu (chữ Hán: 孝淵景皇后; 1427 - 15 tháng 1, 1506), nhưng được Minh sử ghi thành Cảnh Đế Uông Phế hậu (景帝汪廢后), là Hoàng hậu đầu tiên Minh Đại Tông Chu Kì Ngọc, còn gọi Minh Cảnh Đế.

## Tiểu sử
Cảnh Đế Hoàng hậu mang họ Uông (汪氏), nguyên quán phủ Thuận Thiên (順天府), cha là Uông Anh (汪瑛). Năm Chính Thống thứ 10 (1449), Uông thị tư sắc mỹ lệ, ban hôn với Thành vương Chu Kì Ngọc, sách phong Thành vương phi (郕王妃). Mùa đông năm đó, nhân lúc Minh Anh Tông bị bắt trong Sự biến Thổ Mộc bảo, Thành vương Chu Kì Ngọc tiếm vị đoạt ngôi, sách phong Uông vương phi lên ngôi Hoàng hậu. Uông Hoàng hậu tính cách cương nghị thiên chấp, tâm hoài nhân đức.
Năm Cảnh Thái thứ 3 (1452), Đại Tông muốn phế ngôi Thái tử Chu Kiến Thâm, trưởng tử của Anh Tông, hòng lập Hoàng tử của mình là Chu Kiến Tế (con của Hàng Quý phi) lên thay. Biết được chuyện đó, Uông Hoàng hậu kịch liệt phản đối. Việc này khiến Đại Tông phẫn nộ, ra chỉ phế truất Uông hậu. Hàng phi được lập làm Hoàng hậu thay thế.
Năm Thiên Thuận nguyên niên (1457), xảy ra Đoạt môn chi biến (奪門之變), Minh Anh Tông phục vị, giáng Đại Tông trở về vị trí Thành vương, còn Uông thị được cải phong làm Thành vương phi như cũ. Cùng năm đó, Thành vương qua đời, các thị thiếp của Thành vương như Đường thị đều bị bắt tuẫn táng. Minh Anh Tông bàn việc có nên bắt Uông thị tuẫn táng cùng Thành vương hay không, đại thần Lý Hiền (李贤) không tán đồng, nói rằng: ["Phi đã bị phế truất, lại còn hai con gái nhỏ, nên thương xót"]. Do đó Uông thị may mắn không phải chịu cảnh tuẫn táng.
Vào lúc này, Chu Kiến Thâm được phong lại làm Thái tử, biết sự việc năm xưa Uông phi bảo vệ mình, ra sức hiếu kính, nói giúp Anh Tông khiến Hoàng đế quyết định cho Uông thị dời về phủ cũ Thành vương. Bà được mẹ của Thái tử là Hiếu Túc Hoàng thái hậu Chu thị dùng lễ người nhà mà đối đãi. Một ngày, Anh Tông nhớ mình có một viên ngọc thắt đai lưng, hỏi Thái giám Lưu Hoàn: ["Ta nhớ mình có một chiếc đai lưng giắt ngọc, sao giờ lại không thấy có?"], thì Lưu Hoàn tấu lại nó đã bị Uông phi cầm đi. Nghe thế, Anh Tông sai người đến đòi, Uông phi giận, đập vỡ ngọc trên đai lưng mà nói: ["Làm Thiên tử 7 năm, phu quân của ta còn không xứng sở hữu vài miếng ngọc sao?!"]. Anh Tông nghe lại cực giận dữ, tra ra thì biết khi Uông phi dọn ra khỏi cung cũng đã mang khá nhiều vật phẩm, lệnh phải thu hồi.
Năm Chính Đức nguyên niên (1506), 23 tháng 12 (âm lịch), Thành vương phi Uông thị qua đời, thọ 80 tuổi. Bà được táng theo lễ nghi phi tần, tế lăng theo lệ của Hoàng hậu, cùng nhập táng với Đại Tông vào Cảnh Thái lăng (景泰陵). Năm thứ 2 (1507), Minh Vũ Tông truy tặng thụy hiệu cho bà là Trinh Huệ An Hòa Cảnh Hoàng hậu (貞惠安和景皇后).
Về sau, nhà Nam Minh cải thụy cho bà thành Hiếu Uyên Túc Ý Trinh Huệ An Hòa Phụ Thiên Cung Thánh Cảnh Hoàng hậu (孝淵肅懿貞惠安和輔天恭聖景皇后).

## Hậu duệ
- Cố An Công chúa [固安公主; 1449－1491], con gái cả của Minh Đại Tông, hạ giá lấy Vương Hiến (王憲). Sau giáng Quận chúa.
- Nhị Công chúa [二公主], chết yểu.

## Phim ảnh
| Năm  | Phim truyền hình     | Diễn viên | Nhân vật    |
| 2016 | Nữ y Minh phi truyện | Kim Thần  | Uông Mỹ Lân |